# Lucie Holíková
Lucie Holíková, rodným jménem Lucie Kovandová, (* 6. listopadu 1993 Dolní Kounice) je česká modelka a Česká Miss World pro rok 2013.

## Osobní život
Lucie Kovandová pochází z Dolních Kounic, kde žila se svými rodiči Tomášem Kovandou a jeho ženou pedagožkou Renatou a starší sestrou Andreou. Zde také navštěvovala základní školu. Od roku 2009 studovala na Obchodní akademii a Vyšší odborné škole obchodní v Brně studijní obor Obchod, kde v květnu 2013 odmaturovala. Po škole se rok věnovala modelingu.

## Modeling a soutěže Miss
Lucie Kovandová se od patnácti let, kdy absolvovala první kurz pro modelky, věnuje modelingu a účastnila se několika soutěží krásy. Na většině z nich se umístila na předních pozicích, například na:
- iMiss 2009 – semifinalistka
- Look Bella 2009 – finalistka
- Miss Queen of Moravia 2010 – Miss internet[4]
- Top Model 2010 – Dívka Internetu[5][6]
- Miss Reneta 2010 – Miss Reneta internet 2010[7]
- Miss FANTOM 2011 – základní kolo [8]
- Miss Zrcadlo 2011 – vítězka, Miss Sympatie[9]
- Supermiss 2011 – Supermiss Internet[10]
- Miss Vyškov Open 2011 – vítězka
- GripTV – GripGirl pro měsíc Srpen 2012[11]
- Miss Face 2012 – 2. Miss Face, Miss Internet
- Česká Miss 2013 – Česká Miss World